# Fagraea ternatana
Fagraea ternatana là một loài thực vật có hoa trong họ Long đởm. Loài này được Miq. mô tả khoa học đầu tiên năm 1866.